# Kingston
Kingston è la capitale, principale città e porto marittimo della Giamaica, ai piedi delle Blue Mountains, sulla costa sudorientale dell'isola. Al censimento del 2004 contava 660.000 abitanti, cresciuti a 937.700 secondo le stime del 2011. Nella città, come nel resto del Paese, la lingua più parlata è l'inglese.

## Geografia fisica e clima
La capitale è divisa in varie aree, numerate una ad una. Un esempio può essere Kingston 12, nominata in alcune canzoni reggae. Kingston ha un clima tropicale. L'oceano contribuisce a rendere l'aria più mite e permette di suddividere principalmente due periodi meteorologici: la stagione calda va da maggio a novembre e quella più fresca da dicembre ad aprile. Durante il periodo secco dell'anno, non vi sono molte precipitazioni anche se talvolta non mancano temporali estivi. Kingston è strettamente connessa al clima delle vicine "Blue Mountains". In questo secolo, le temperature più calde sopportate si attestano intorno ai 38.8 °C (102 °F) e quelle più basse intorno ai 13.4 °C (56 °F). Tra il 1895 e il 1990, le precipitazioni cadute hanno fatto registrare una media di 813 mm, con una piovosità massima nel mese di ottobre (177 mm) e la minima a marzo (18 mm). Nebbia, grandine, temporali equatoriali e tornado sono estremamente rari.
| Kingston            | Mesi | Mesi | Mesi | Mesi | Mesi | Mesi | Mesi | Mesi | Mesi | Mesi | Mesi | Mesi | Stagioni | Stagioni | Stagioni | Stagioni | Anno |
| Kingston            | Gen  | Feb  | Mar  | Apr  | Mag  | Giu  | Lug  | Ago  | Set  | Ott  | Nov  | Dic  | Inv      | Pri      | Est      | Aut      | Anno |
| ------------------- | ---- | ---- | ---- | ---- | ---- | ---- | ---- | ---- | ---- | ---- | ---- | ---- | -------- | -------- | -------- | -------- | ---- |
| T. max. media (°C)  | 29,2 | 29,2 | 29,4 | 29,9 | 30,1 | 30,9 | 31,5 | 31,7 | 31,2 | 30,6 | 30,1 | 29,7 | 29,4     | 29,8     | 31,4     | 30,6     | 30,3 |
| T. min. media (°C)  | 20,5 | 20,6 | 21,1 | 22,1 | 23,2 | 23,9 | 23,6 | 23,7 | 23,7 | 23,3 | 22,4 | 21,4 | 20,8     | 22,1     | 23,7     | 23,1     | 22,5 |
| Precipitazioni (mm) | 32   | 27   | 24   | 39   | 100  | 93   | 45   | 96   | 111  | 182  | 97   | 50   | 109      | 163      | 234      | 390      | 896  |

## Storia
Fondata nel 1692 dai superstiti al terremoto che, in quell'anno, distrusse Port Royal. Prima del terremoto, l'area di Kingston era dedicata soprattutto all'agricoltura. Dopo il terremoto, infatti, i profughi si insediarono vicino al mare (dove, a causa delle zanzare, morirono circa 2000 persone). La città riprese a crescere in seguito all'ennesima distruzione di Port Royal, nel 1703.
Nel 1716 Kingston era diventata la città più grande e popolosa della Giamaica.
La prima scuola gratuita fu costruita nel 1729, e nello stesso anno si costruì il primo teatro su Harbour Street, poi spostato nel 1774 a North Parade. Entrambi sono ancora attivi.
Nel 1780 la popolazione toccò gli 11.000 abitanti.
Gravemente danneggiata dal terremoto del 1907, Kingston divenne la capitale della Giamaica indipendente nel 1962.

## Società
Kingston detiene il triste primato di città con più omicidi pro-capite (stesso andamento della Giamaica, che ha tra i più alti tassi di criminalità).

### Evoluzione demografica
La maggior parte della popolazione è di origine africana, ma non mancano altri gruppi etnici come europei e asiatici.

## Istruzione
Da segnalare l'Istituto universitario d'arte, scienza e tecnologia risale al 1958, mentre l'Università delle Indie Occidentali, nel sobborgo di Mona, è del 1948.

## Infrastrutture e trasporti
La città è servita dall'Aeroporto Internazionale Norman Manley.

## Economia
Popolare meta turistica, Kingston è il maggiore centro commerciale, industriale e culturale del paese. Il grande porto caraibico, protetto a sud da lunghe distese di sabbia dette Palisadoes, ospita imbarcazioni da diporto e cargo che trasportano zucchero, caffè, rum e banane.
Le industrie cittadine forniscono prodotti tessili e petroliferi. Attivi anche il settore del legno e del tabacco.

## Amministrazione

### Gemellaggi
Kingston è gemellata con:
- Coventry, dal 1962
- Guadalajara, dal 1976
- Kalamazoo
- Miami
- Panevėžys
- Shenzhen, dal 1995